# Upplands runinskrifter 910
Upplands runinskrifter 910 är en vikingatida runsten i Vänge socken och Uppsala kommun. Stenen stod förut i Körlinge, men är flyttad till Brunna cirka 600 meter söderut. Ristningen är hårt sliten. En så kallad repstav finns längst ned på runstenen, precis som på U 907 och även på andra runstenar i närområdet.
Runstenen är av ljus gråsten, 1,86 meter hög, 1,20 meter bred och 0,26 meter tjock. Ristningsytan vetter åt öster. Runorna är 6-7 centimeter höga. På baksidan är runstenen stödd med järnrör.
Brunna ägdes från 1665 av Anna Böllja, som sedermera gifte sig med riksantikvarien Jakob Isthmén-Reenhielm (styvson till Olof Verelius). Reenhielm bosatte sig på Brunna och det är utan tvivel han som har låtit flytta runstenen från Körlinge till sin egen trädgård.

## Inskriften
Translitterering av runraden:
... ...un ' li[t]u ' raisa · sten eftiʀ · f[aþ]u[r sin ·] uk · [osi eft]iʀ [· inki]fast [irþbir ...ir... niþiʀib ...uk]
Normalisering till runsvenska:
... ... letu ræisa stæin æftiʀ faður sinn ok osi æftiʀ Ingifast irþbir ... niþiʀib ...
Översättning till nusvenska:
... lät resa stenen efter sin fader och osi efter Ingefast ...
Olof Celsius tolkade "osi" som kvinnonamnet "Åsa".